# Jan Adrian Łata

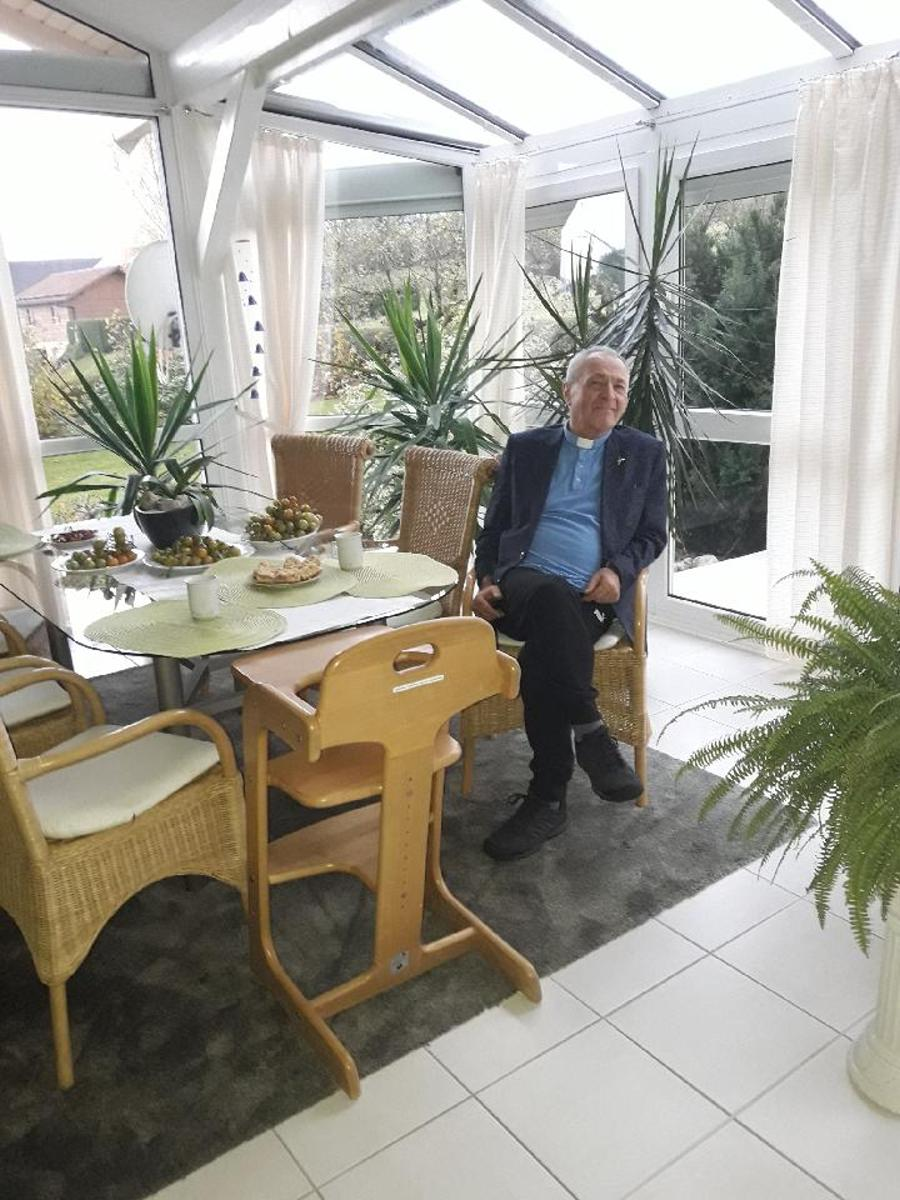
Jan Adrian Łata 2019

Jan Adrian Łata (* 7. März 1944 in Radłów, Polen) ist polnischer römisch-katholischer Theologe und Religionsphilosoph.

## Leben
Jan Adrian Łata wurde am 7. März 1944 in Biskupice Radłowskie bei Radłów, Polen, etwa 20 Kilometer nordwestlich von Tarnów, als drittes von vier Kindern geboren. Sein Vater war Bautechniker, seine Mutter Weberin.
Er wurde am 25. Juni 1956 in Radłów durch Weihbischof Karol Pękala gefirmt. Im Mai 1962 schloss Łata seine Schulzeit am humanistischen Lizeum in Radłów mit dem Abitur ab und trat in das Priesterseminar in Tarnów ein.
Sein Studium musste er von 1963 bis 1965 unterbrechen, um den allgemeinen Pflicht-Wehrdienst abzuleisten. Am 25. Mai 1969 wurde Łata in der Kathedrale von Tarnów durch Bischof Jerzy Karol Ablewicz zum Priester geweiht.
1969 bis 1971 arbeitete er als Vikar in Książnice,
1971 bis 1973 in Lubzina,
1973 bis 1975 in Rymaj bei Kohlberg,
1975 bis 1983 in Borowa bei Mielec,
und 1983 bis 1988 in Tannenberg.
1988 bis 1991 war er Pfarradministrator in Grünwald bei München.
Von 1991 bis 2017 war Łata Pfarrer der Gemeinde Weiding.
2017 ging Łata in den Ruhestand und zurück in sein Heimatland Polen.
1994 verlieh ihm Erzbischof Józef Życiński von Lublin den Titel Kanonikus (Expositorii Canonicalis).

## Wissenschaftliche Tätigkeit
Łata erwarb 1975 an der Katholischen Universität Lublin den Magistertitel mit seiner Arbeit zum Thema
Pojęcie czynnika konstytutywnego osoby u późnych scholastyków, zwłaszcza karmelity bosego Aleksandra a Jesu
(Die Vorstellung der Persönlichkeitsbildung der späten Scholastiker, insbesondere des Unbeschuhten Karmeliten Alexander von Jesu)
bei Erzbischof Bolesław Pylak von Lublin.
Im Jahr 1987 erwarb er an der Theologischen Akademie Krakau das Lizenziat mit der Arbeit
Metoda korelacji w nowoczesnej teologii, zwłaszcza u Paula Tillicha
(Die Methode der Wechselbeziehungen in der modernen Theologie, insbesondere bei Paul Tillich).
Łata promovierte sich 1993 an der Theologischen Akademie Krakau
mit einer Arbeit zum Thema
Bóg i Chrystus – jako objawione odpowiedzi na tajemnicę bytu i egzystencji człowieka według Pawła Tillicha
(Gott und Christus als Antwort auf das Geheimnis des Seins und die Existenz des Menschen in der Philosophie Paul Tillichs).
Mit seiner Doktorarbeit und mit zahlreichen Übersetzungen von Werken Paul Tillichs ins Polnische half er, den protestantischen Theologen Paul Tillich und damit verbunden auch die Ideen von Karl Barth, Dietrich Bonhoeffer und Rudolf Bultmann im katholischen Polen bekannt zu machen.
Łata schreibt Bücher über die Situation der Christen in der heutigen Zeit.

## Werke
- Miscellanea, Polihymnia, Lublin 2024, ISBN 9788378478997.
- Religioni et Litteris, Polihymnia, Lublin 2020, ISBN 9788378477037.
- Skończoność i Wyobcowanie współczesnego Człowieka (deutsch: Endlichkeit und Entfremdung des zeitgenössischen Menschen). Polihymnia, Lublin 2017, ISBN 978-83-7847-452-4.
- Lęk przed pustką i bezsensem (deutsch: Die Angst vor der Leere und der Sinnlosigkeit). Polihymnia, Lublin 2016, ISBN 978-83-7847-362-6.
- Między autonomią a przynależnością (deutsch: Zwischen Autonomie und Zugehörigkeit). Polihymnia, Lublin 2015, ISBN 978-83-7847-280-3.
- Chodźże o własnych siłach (deutsch: Geht doch mit eigenen Kräften!). Polihymnia, Lublin 2014, ISBN 978-83-7847-183-7.
- Nie glina w glinę … (wörtlich: Nicht Lehm zu Lehm. Bedeutung: Nicht immer wieder dasselbe erzählen). Polihymnia, Lublin 2013, ISBN 978-83-7847-073-1.
- Pogoń za nową teonomią (Autonomie, Heteronomie oder Theonomie). Polihymnia, Lublin 2012, ISBN 978-83-7847-007-6.
- Więdnące Liście (Welkende Blätter). Polihymnia, Lublin 2011, ISBN 978-83-7270-819-9.
- Ostateczna Troska Człowieka (Die letzte Sorge des Menschen). Zakład Poligraficzny Z. Gajek, Wrocław 2000, ISBN 83-88308-20-3.
- Zdrojów Mojżeszowych Laska (Die Quelle der mosaischen Liebe). Oficina Wydawnica „Signum“, Wrocław 1998, ISBN 83-85631-72-0.
- Historia Zgromadzenia Sióstr Świętej Jadwigi zusammen mit Joseph Schweter, Signum, 1998, ISBN 9788385631729
- Moc, która pokonuje niebyt (Die Macht, die das Nichts überwindet). CBS-Service, Wrocław 1996, ISBN 83-901051-4-4.
- Odpowiadająca teologia Paula Tillicha (Antwort auf die Theologie Paul Tillichs). Oficina Wydawnica „Signum“, Oleśnica 1995, ISBN 83-85631-38-0.

### Paul-Tillich-Übersetzungen von Jan Adrian Łata ins Polnische
- Paul Tillich: Rzeczywistość Objawienia. Oficina Wydawnica „Signum“, Oleśnica 1998, ISBN 83-85631-58-5. (Wirklichkeit der Erscheinungen) (Original in: Systematic Theology. vol. I, University of Chicago, Chicago 1951)
- Paul Tillich: Rzeczywistość Chrystusa Nowy Byt. Oficina Wydawnica „Signum“, Oleśnica 1996, ISBN 83-85631-54-2. (Original: Reality of Christ. In: Systematic Theology. vol. II, University of Chicago, Chicago 1957)
- Paul Tillich: Egzystencja i oczekiwanie Chrystusa. Oficina Wydawnica „Signum“, Oleśnica 1996, ISBN 83-85631-55-0. (Original: Existence and Christ. In: Systematic Theology. vol. II, University of Chicago, Chicago 1957)
- Paul Tillich: Prawda jest w głębi. Oficina Wydawnica „Signum“, Oleśnica 1996, ISBN 83-85631-40-2. (Original: Religiöse Reden. Berlin / New York 1987)